# Harry Commandeur
Harry Richard (Harry) Commandeur (1960) is een Nederlands bedrijfseconoom en hoogleraar aan de Erasmus Universiteit Rotterdam (1985-heden), de Nyenrode Business Universiteit (1998-2015) en de Universiteit Gent/Vlerick Business School (1995-2001).
Commandeur studeerde af in bedrijfseconomie aan de Erasmus Universiteit Rotterdam met specialisatie commerciële beleidsvorming (1986). In 1994 promoveerde hij aan dezelfde universiteit op het onderwerp “strategische samenwerking in netwerkperspectief”. Het onderzoek van Commandeur omvat met name de relatie tussen marktstructuren, ondernemingsstrategieën en bedrijfsprestaties.
Na zijn promotie bleef hij in Rotterdam werken en begon ook aan de Universiteit Gent. In 1998 wordt hij hiernaast hoogleraar aan de Nyenrode Business Universiteit, waarbij hij de inaugurele rede wijdde aan "De betekenis van increasing returns voor managementvraagstukken". Sinds 2003 is hij tevens hoogleraar Industriële Economie en bedrijfshuishoudkunde aan de Erasmus Universiteit Rotterdam.
Commandeur bekleedt meerdere bestuurlijke functies binnen de Erasmus Universiteit Rotterdam. Hij was decaan van de Erasmus School of Economics (2003-2006), algemeen directeur van de Erasmus Universiteit Holding (2006-2020) en is hoogleraar-directeur van Erasmus Universiteit Rotterdam Accounting, Auditing & Controlling/Erasmus School of Accounting & Assurance(2000-heden). Daarnaast bekleedt hij diverse toezichthoudende functies in profit- en non-profitorganisaties.

## Publicaties
Commandeur publiceert artikelen in tijdschriften als Organization Science, Journal of Management, Journal of Product Innovation Management, Journal of Management Studies, Long Range Planning, Industrial Marketing Management en Journal of Business Logistics. 
Artikelen zijn onder meer:
- The Multifaceted Nature of Exploration and Exploitation: Value of Supply, Demand, and Spatial Search for Innovation, (Organization Science, Vol. 18, No. 1, January–February 2007, pp. 20–38), Jatinder S. Sidhu, Harry R. Commandeur, Henk W. Volberda

- Narcissus Enters the Courtroom: CEO Narcissism and Fraud (Journal of Business Ethics, October 2012, Volume 117, pages 413-429), Antoinette Rijsenbilt, Harry R. Commandeur

- Industrial Companies' Evaluation Criteria in New Product Development Gates (Journal of Product Innovation Management, Volume 20, issue 1, jan 2003, page 22-36), Susan Hart, Erik Jan Hultink, Nikolaos Tzokas, Harry R. Commandeur

- Exploring Exploration Orientation and its Determinants: Some Empirical Evidence (Journal of Management Studies, August 2004, pages 913-932), Jatinder S. Sidhu, Henk W. Volberda, Harry R. Commandeur

- Risk in Vaccine Research and Development Quantified (Plos One, March 2013, Volume 8, issue 3), Esther S. Pronker, Tamar C. Weenen, Harry Commandeur, Eric H. J. H. M. Claassen, Albertus D. M. E. Osterhaus
- Restructuring European supply chains by implementing postponement strategies (Long Range Planning, Volume 32, issue 5, October 1999, pages 505-518), Remko I. van Hoek, Bart Vos, Harry R. Commandeur
- Understanding new product project performance (European Journal of Marketing, Volume 40, No 11/12, pages 1178-1193, 2006), Lenny H. Pattikawa, Ernst Verwaal, Harry R., Commandeur
- Virtuous leadership: a source of employee well-being and trust (Management Research Review, Volume 43, No 8, pages 951-970, 2020), Martijn Hendriks, Martijn Burger, Antoinette Rijsenbilt, Emma Pleeging, Harry R. Commandeur
- Value Creation and Value Claiming in Strategic Outsourcing Decisions: A Resource Contingency Perspective (Journal of Management, volume 35, issue 2, pages 420-444, 2009), Ernst Verwaal, Harry Commandeur and Willem Verbeke
- Accelerating New Product Development: A Preliminary Empirical Test of a Hierarchy of Implementation (Journal of Product Innovation Management, pages 99-109, 1995), Ed J. Nijssen, Arthur R. L. Arbouw, Harry R. Commandeur
- Reconfiguring logistics systems through postponement strategies (Journal of Business Logistics, vol. 19, no 1, 1998), Remko I. van Hoek, Bart Vos, Harry Commandeur